# قیام سال ۱۶۸۹ یعقوبی‌گرایان
قیام ژاکوبیت در سال ۱۶۸۹ درگیری بود که عمدتاً در ارتفاعات اسکاتلند انجام شد و هدف آن بازگرداندن جیمز دوم و هفتم به تخت سلطنت، پس از برکناری او توسط انقلاب شکوهمند نوامبر ۱۶۸۸ بود. حامیان او که به نام «ژاکوبوس»، که لاتینی جیمز است، به نام «ژاکوبیت‌ها» و جنبش سیاسی مرتبط با آن به نام «ژاکوبیتیسم» شناخته می‌شدند. قیام ۱۶۸۹ اولین بار از یک سری شورش‌ها و توطئه‌هایی بود که به دنبال بازگرداندن دودمان استوارت بودند که تا اواخر قرن ۱۸ میلادی ادامه یافت.
شورش اسکاتلند بخشی از درگیری گسترده‌تر اروپا که به جنگ نه ساله معروف است، برای حمایت از جنگ ویلیامیت در ایرلند در سال‌های ۱۶۸۹ تا ۱۶۹۱ انجام شد. علیرغم پیروزی قاطع ژاکوبیت‌ها در کیلیکرانکی در ژوئیه ۱۶۸۹، رهبر کاریزماتیک آنها جان گراهام، ویسکونت اول داندی در حمله نهایی کشته شد. مرگ او، همراه با حمایت محدود داخلی یا خارجی، به این معنا بود که قیام هرگز تهدیدی واقعی برای دولت جدید ویلیام دوم و سوم و ماری دوم ایجاد نکرد. عملیات نظامی بزرگ در کرومدیل در ماه مه ۱۶۹۰ به پایان رسید، اگرچه کوه هایلند در نهایت تا سال ۱۶۹۲ و پس از کشتار گلنکو تحت کنترل قرار نگرفتند.

## زمینه
در فوریه ۱۶۸۵, جیمز دوم و هفتم با حمایت گسترده در هر سه پادشاهی انگلستان، اسکاتلند و ایرلند، علیرغم کاتولیک بودن وی به قدرت رسید. در ایرلند عمدتاً کاتولیک، امید می‌رفت که او زمین‌های مصادره شده از کاتولیک‌ها در قرن هفدهم را بازگرداند و قوانین جزایی را که حق آنها را برای داشتن مناصب دولتی محدود می‌کرد، لغو کند. در انگلستان و اسکاتلند، که هر دو عمدتاً پروتستان بودند، تجربه جنگ‌های ۱۶۳۸ تا ۱۶۵۱ سه پادشاهی به این معنی بود که بسیاری از عواقب دور زدن «وارث طبیعی» هراس داشتند. میل به ثبات منجر به فروپاشی سریع دو قیام پروتستان در ژوئن ۱۶۸۵، شورش مونموث در انگلستان و قیام آرگیل در اسکاتلند شد. 

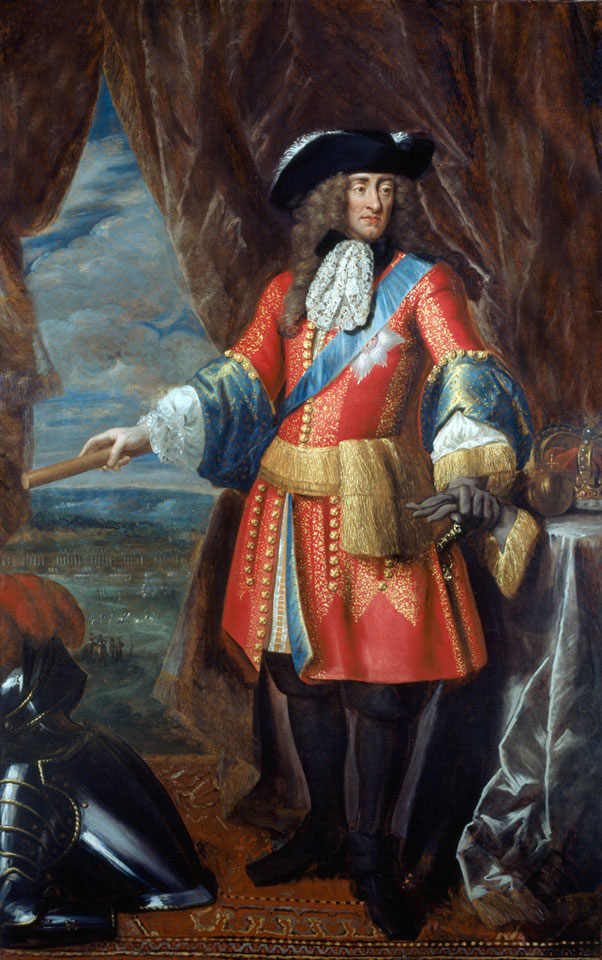
جیمز دوم و هفتم

قوانین جانشینی ۱۶۸۱ اسکاتلند اطاعت از پادشاه را «بدون در نظر گرفتن مذهب» یک الزام قانونی کرد. در مقابل، جیمز سوگند یاد کرد که از اولویت کلیسای اسکاتلند یا کرک حمایت کند. تا سال ۱۶۸۰، بیش ۹۵ ۹۵ درصد اسکاتل‌دی‌ها عضو کرک بودند. تعداد کاتویک‌ها کمتر ۲ز ۲ درصد جمعیت بود و حتی دیگر ف‌قه‌های پروتستان ممنوع شد.  تلاش برای لغو قانون آزمون اسکاتلند، حامیان یانه رو او را تضعیف کرد، در حالی که به پرزبیتریان مخالفی که در۱۶۸۵ ۱۶۸۵ از آرگیل حمایت کردند، پادا. ش داد 
این تصور که جیمز مایل بود تعهدات خود، سوگند تاجگذاری خود و حامیان خود را نادیده بگیرد موقعیت او را در اسکاتلند به شدت تضعیف کرد.  در اکتبر ۱۶۸۵، حدود دویست‌هزار پروتستان فرانسوی توسط فرمان فونتن‌بلو مجبور به تبعید شدند، در حالی که توسعه طلبی‌های فرانسه تحت حکمرانی لوئی چهاردهم، جمهوری پروتستان هلند را تهدید می‌کرد.  روابط نزدیک اقتصادی و فرهنگی بین اسکاتلند و کالوینیست‌های دیگر در فرانسه و هلند این ترس را تشدید کرد که اروپای پروتستان توسط یک ضد اصلاحات کاتولیک تهدید شود. 
دو رویداد مخالفت را به یک بحران تبدیل کردند، اولین مورد تولد پسر جیمز، جیمز فرانسیس ادوارد استوارت در ۱۰ ژوئن بود. بر اساس اصل حق اولویت نخستین فرزند (به انگلیسی: Primogeniture)، او بر وارثان موجود، دختر پروتستان جیمز، مری، و شوهرش ویلیام، شاهزاده اورانژ اولویت داشت. برای اولین بار، یک پادشاه کاتولیک به جای موقت، به یک چشم‌انداز بلندمدت تبدیل شد. موضوع دوم و مرتبط، پیگرد قانونی هفت اسقف بود که به نظر می‌رسید فراتر از حمایت از تساهل برای کاتولیکیسم و حمله به کلیسای انگلستان بود. به نظر می‌رسید که این امر کرک را نیز تهدید می‌کرد و تبرئه آنها در ۳۰ ژوئن اقتدار سیاسی جیمز را در اسکاتلند و انگلیس از بین برد. 
قبل از ۱۶۸۵، بسیاری از جنگ داخلی در صورت دور زدن جیمز می‌ترسیدند. تا سال ۱۶۸۸، به نظر می‌رسید که تنها حذف او می‌تواند مانع از آن شود.  تدارک فرانسه برای حمله جدید علیه جمهوری هلند و متحدانش، ویلیام را نگران کرد که منابع انگلیسی را حفظ کند یا از استفاده از آنها علیه خود جلوگیری کند. دعوت از ویلیام که در ژوئیه منتشر شد، تضمین‌هایی مبنی بر حمایت از مداخله مسلحانه از سراسر طبقه سیاسی انگلیس، از جمله کسانی که قبلاً از جیمز حمایت کرده بودند، ارائه کرد. جنگ نه‌ساله در سپتامبر آغاز شد و در ۵ نوامبر، ویلیام با ۱۴٬۰۰۰ مرد در بریکسام فرود آمد. همان‌طور که او پیشروی کرد، بسیاری ارتش سلطنتی را ترک کردند و جیمز در ۲۳ دسامبر به تبعید رفت. در ماه فوریه، پارلمان انگلستان ویلیام و مری را به عنوان پادشاه مشترک انگلستان انتخاب کرد. 

## کنوانسیون اسکاتلند

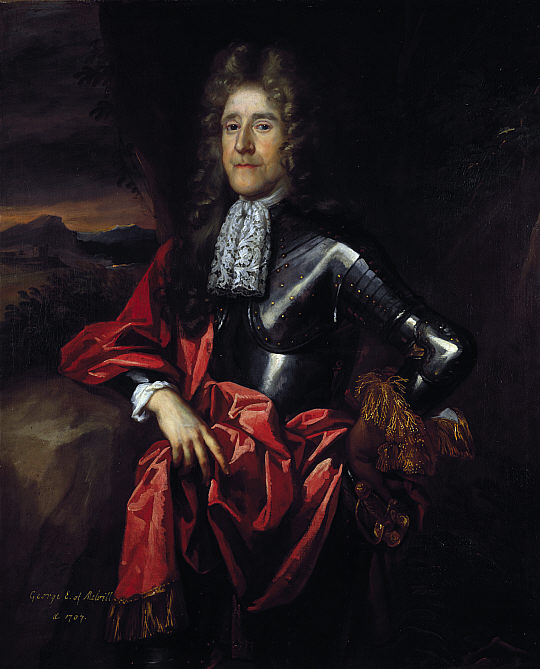
جورج ملویل، ارل اول ملویل، رهبر دولت در پارلمان

در مارس ۱۶۸۹، انتخابات برای یک کنوانسیون اسکاتلند برای توافق بر سر راه حل برگزار شد. بسیاری از مشاوران ویلیام، تبعیدی‌های اسکاتلندی مانند آرگیل و ملویل بودند که می‌خواستند اسقف‌ها را از کرک اخراج کنند.  هنگامی که کنوانسیون در ماه مارس تشکیل شد، ۱۲۵ نماینده تقریباً ۷۵:۵۰ بین پروتستان‌ها و اسقفی‌ها تقسیم شدند. فقط یک اقلیت کوچک به جیمز وفادار بودند، بحث واقعی کنترل کرک و محدودیت‌های قدرت سلطنتی بود. 
در ۱۲ مارس، جیمز برای جنگ ویلیامت به همراه نیروهایش در پادشاهی ایرلند پیاده شد. او نامه‌ای به کنوانسیون فرستاد که در ۱۶ مارس قرائت شد و خواستار اطاعت و تهدید به مجازات برای عدم رعایت آن شد. خشم عمومی به این معنی بود که برخی از اسقفی‌ها از شرکت در جلسات خودداری می‌کردند و ادعا می‌کردند که از امنیت خود می‌ترسند، در حالی که برخی دیگر سمت خود را تغییر دادند.  علاوه بر این، دوک کاتولیک گوردون، قلعه ادینبورگ را برای جیمز نگه داشت، در حالی که فرمانده نظامی سابق وی ویسکونت داندی شروع به استخدام نیرو کرد. این تأثیر، تقویت اکثریت پروتستان در کنوانسیون بود، که پشت درهای بسته و توسط نیروهای خود محافظت می‌شد. 
در ۱۱ آوریل، کنوانسیون به سلطنت جیمز پایان داد و مواد شکایات و قانون ادعای حق را تصویب کرد که پارلمان را به قدرت اصلی قانونگذاری در اسکاتلند تبدیل کرد. در ۱۱ مه ۱۶۸۹، ویلیام و مری تاج و تخت اسکاتلند را پذیرفتند و کنوانسیون در ۵ ژوئن به پارلمان کامل تبدیل شد. 